# Shun'ya Yoneda
Shun’ya Yoneda (jap. 米田 隼也, Yoneda Shun’ya; * 5. November 1995 in der Präfektur Fukuoka) ist ein japanischer Fußballspieler.

## Karriere
Shun’ya Yoneda erlernte das Fußballspielen in den Schulmannschaften der Nakai Secundary School und der Shizuoka Gakuen High School sowie in der Universitätsmannschaft der Juntendo-Universität. Seinen ersten Vertrag unterschrieb er 2018 bei V-Varen Nagasaki. Der Verein aus Nagasaki, einer Stadt in der Präfektur Nagasaki, spielte in der höchsten japanischen Liga, der J1 League. Ende 2018 musste er mit dem Klub den Weg in die Zweitklassigkeit antreten.